# Você Não Sabe o Que É Amor
Você Não Sabe o Que É Amor é uma canção do cantor brasileiro Luan Santana, gravada para seu primeiro álbum de estúdio Tô de Cara (2009). Foi lançada com segundo single do primeiro DVD do cantor, Ao Vivo (2009).
Estreou em todas as rádios do Brasil em abril de 2010 como 2ª música de trabalho do álbum. É uma das canções do cantor mais conhecidas pelo público. Muito regravada por cantores regionais de música brega, arrocha, tecno melody. 
A composição é do cantor Fernando Fakri de Assis, conhecido como Sorocaba, integrante da dupla Fernando & Sorocaba. 

## Desempenho nas tabelas musicais

### Posições
| Tabela musical (2010)              | Melhor posição |
| ---------------------------------- | -------------- |
| Brasil Billboard Hot 100 Airplay   | 10             |
| Brasil Billboard Popular Hot Songs | 5              |